# معارك كاواناكاجيما
معارك كاواناكاجيما (川中島の戦い، Kawanakajima no tatakai) سلسلة من المعارك التي دارت في فترة سينغوكو في اليابان بين تاكيدا شين-غن من مقاطعة كاي وأوسوغي كينشين من مقاطعة إيتشيغو من 1553 إلى 1564. تنافس شينغن وكينشين من أجل السيطرة على سهل كواناكاجيما الواقع بين نهر ساي ونهر تشيكوما في شمال مقاطعة شينانو، الواقعة في مدينة ناغانو الحالية.  اندلعت المعارك بعد أن غزا شينجن شينانو، وطرد أوغاساوارا ناجاتوكي وموراكامي يوشيكيو، الذي لجأ بعد ذلك إلى كينشين طلبًا للمساعدة.
وقعت خمس معارك كبرى في كاواناكاجيما: فيوز عام 1553، وسيجاوا عام 1555، وأوينوهارا عام 1557، وهاتشيمانبارا عام 1561، وشيوزاكي عام 1564. وقد دارت المعركة الأكثر شهرة وشدة في 18 أكتوبر 1561 في قلب سهل كاواناكاجيما، وبذلك تكونت تسمى معركة كواناكاجيما. كانت المعارك في نهاية المطاف غير حاسمة ولم يتمكن أي من شينغن أو كينشين من فرض سيطرتهما على سهل كاواناكاجيما.
أصبحت معارك كواناكاجيما واحدة من "أكثر الحكايات العزيزة في التاريخ العسكري الياباني"، ومثال الفروسية والرومانسية اليابانية، المذكورة في الأدب الملحمي، الطباعة الخشبية، والأفلام لاحقاً.